# جمعه الدوار
الشيخ جمعه بن أحمد الدوار (1953) مواطن عراقي،شيخ مشايخ - البگارة، في العراق.

## نسبه
جمعة بن السيد احمد بن السيد دوار بن السيد عابد بن السيد حاج بن السيد عمر بن السيد علي بن السيد عرب بن السيد محمد بن السيد عابد بن السيد عبد الرحيم بن السيد حمد بن السيد عابد بن السيد محمد السائح جد قبيلة البقارة المتصل نسبا بالإمام محمد الباقر بن الإمام زين العابدين علي بن الامام الحسين السبط بن الإمام علي بن ابي طالب.

## حياته
ولد الشيخ جمعة الدوار في قرية العايد في مدينة الموصل في محافظة نينوى العراقية عام 1953، وبعد وفاة والده عام 1983 تقلد مشيخة عموم عشائر قبيلة البقارة في العراق، 

## نشاطه الاجتماعي
الشيخ جمعة الدوار نشاطات عشائرية في الحكومة الوطنية العراقية قبل الاحتلال حيث شغل المناصب التالية:
1. رئيس المجلس الاستشاري العشائري.
2. رئيس هيئة انساب السادة الأشراف في نقابة السادة آل البيت المركزية في بغداد.
3. عضو المجلس العشائري للتحكيم وحل المنازعات العشائرية.
4. عضو اتحاد المؤرخين العرب في بغداد.
5. عضو المجمع العالمي لأنساب آل البيت في دمشق.

## مواقفه السياسية
شارك الشيخ جمعة الدوار في مقاومة الاحتلال الأمريكي للعراق، فقام بتعبئة أولاده وأبناء قبيلته وتشكيل مجاميع قتالية مقاومة باسم «كتائب الفتح المبين الجهادية» في بداية الاحتلال عام 2003، وقد أوقعت بقوات الاحتلال خسائر جسيمة، كما كان له دور فعال في معركة الموصل في 11/11/2004 وفيها سقط ولده جريحاً، وقد تعرض الشيخ جمعة وأولاده إلى الاعتقالات والتعذيب والمطاردات العديدة من قبل قوات الاحتلال الأمريكي وجرت مداهمات على قريته ومنزله في الموصل مرات عديدة وفجروا منزله وألحقوا أضرارا كبيرة في بيوته وأمواله ومعداته.
شارك الشيخ جمعة الدوار مع مجموعة من شيوخ الموصل بدفن وعزاء الرئيس صدام حسين بعد إعدامه، وفي عام 2007 قررت سلطات الاحتلال الأمريكي مطاردته ومنح مكافآت لاعتقاله مما حدى بالشيخ جمعة للخروج من العراق واللجوء إلى عدد من البلدان العربية مثل سوريا والأردن ومصر والسعودية ولبنان، وقد شارك الشيخ جمعة الدوار في برنامج الاتجاه المعاكس على قناة الجزيرة الفضائية مدافعاً عن شرعية المقاومة العراقية لوجود الاحتلال الأمريكي وكان نظيره الكاتب الصحفي الأميركي ماريو ليولا من صحيفة ويكلي ستاندرد،  كما شارك ببرامج على قنوات فضائية أخرى مثل قناة البابلية والرافدين والرأي والشرقية والبي بي سي.